# Список об'єктів Світової спадщини ЮНЕСКО в Хорватії
У списку об'єктів Світової спадщини ЮНЕСКО в Хорватії налічується 7 найменувань (станом на 2015 рік).
З 7 об'єктів Світової спадщини в Хорватії:
- 6 культурних об'єктів
- 1 природний об'єкт

2 культурних об'єкти визнані шедеврами людського генія (критерій i) та 1 об'єкт визнаний природним феноменом виняткової краси та естетичної важливості (критерій vii).
У цій таблиці об'єкти розташовані в порядку їх додавання до списку Світової спадщини ЮНЕСКО.
| № | Зображення | Назва | Розташування | Час створення      | Рік внесення до списку                      | №                                                  | Критерії      |
| - | ---------- | --- | --- | ------------------ | ------------------------------------------- | -------------------------------------------------- | ------------- |
| 1 |            | Старе місто Дубровника (хорв. Stari grad Dubrovnik) | Дубровницько-Неретванська жупанія | з XII століття     | 1979 1994                                   | 95 [Архівовано 9 квітня 2017 у Wayback Machine.]   | i, iii, iv    |
| 2 |            | Історичний центр міста Спліт і палац Діоклетіана (хорв. Povijesni kompleks Splita s Dioklecijanovom palačom) | Сплітсько-Далматинська жупанія | III століття       | 1979                                        | 97 [Архівовано 11 липня 2017 у Wayback Machine.]   | ii, iii, iv   |
| 3 |            | Національний парк Плитвицькі озера (хорв. Nacionalni park Plitvička jezera) | Карловацька жупанія | 1949               | 1979 2000                                   | 98 [Архівовано 19 квітня 2017 у Wayback Machine.]  | vii, viii, ix |
| 4 |            | Єпископський комплекс Єфразієвої базиліки в історичному центрі міста Пореч (хорв. Biskupsko kompleks Eufrazijeve bazilike u povijesnom centru Poreča) | Істрійська жупанія | VI століття        | 1997                                        | 809 [Архівовано 11 липня 2017 у Wayback Machine.]  | ii, iii, iv   |
| 5 |            | Історичне місто Трогір (хорв. Povijesni grad Trogir) | Сплітсько-Далматинська жупанія | з XII століття     | 1997                                        | 810 [Архівовано 13 червня 2016 у Wayback Machine.] | ii, iv        |
| 6 |            | Собор святого Якова у Шибенику (хорв. Katedrala sv. Jakova u Šibeniku) | Шибеницько-Книнська жупанія | 1431               | 2000                                        | 963 [Архівовано 11 липня 2017 у Wayback Machine.]  | i, ii, iv     |
| 7 |            | Букові праліси Карпат та інших регіонів Європи (англ. Ancient and Primeval Beech Forests of the Carpathians and Other Regions of Europe) * Хайдуцькі й Розанські кукови * Національний парк Паклениця-Сува драга-Климента * Національний парк Паклениця-Оглавіновац-Яворник | Хорватія (спільно з Австрією , Албанією , Бельгією , Болгарією , Боснією і Герцеговиною , Іспанією , Італією , Німеччиною , Північною Македонією , Польщею , Румунією , Словаччиною , Словенією , Україною , Францією , Чехією , Швейцарією ) | —                  | 2007 (розширено у 2011, 2017 та 2021 роках) | 1133                                               | ix            |
| 8 |            | Стариградська рівнина (хорв. Starogradsko polje) | найближче поселення Врбоска | —                  | 2008                                        | 1240 [Архівовано 11 липня 2017 у Wayback Machine.] | ii, iii, v    |
| 9 |            | Стечки - середньовічні надгробні кладовища (англ. Stećci Medieval Tombstone Graveyards) * Велика і Мала Црлівіца, Циста-Прово * Свята Варвара, Дубравка, Конавле | Хорватія (спільно з Боснією і Герцеговиною , Сербією та Чорногорією ) | XII – XVI століття | 2016                                        | 1504                                               | iii, vi       |